# Ипподромская улица
Ипподро́мская улица — магистральная улица, расположенная в Центральном, Октябрьском, Заельцовском и Калининском районах Новосибирска. В 2015 году была объединена с Каменской магистралью.
Начинается от площади Инженера Будагова (перекрёсток Красного проспекта с Большевистской и Фабричной) улицами, далее — в северном направлении — пролегает под железнодорожным и трамвайным путепроводами, затем — под мостом через Каменку, после чего идёт под путепроводом Октябрьской магистрали, пересекается с Военной улицей и проходит под двумя путепроводами улицы Фрунзе, путепроводами улиц Гоголя, Писарева и железной дороги, потом пересекается с улицей Кропоткина и заканчивается, образуя перекрёсток с Танковой и Народной улицами.
Над улицей расположены пять пешеходных переходов, два из которых находятся между улицами Фрунзе и Гоголя и три — между улицами Гоголя и Писарева. Кроме того, пешеходными переходами снабжены трамвайный путепровод, Октябрьская магистраль, по два пешеходных перехода находятся на путепроводах улиц Фрунзе, Гоголя и Писарева. Мост через Каменку, переставший функционировать как транспортная переправа через заключённую в коллектор реку, также является пешеходным переходом.

## История строительства

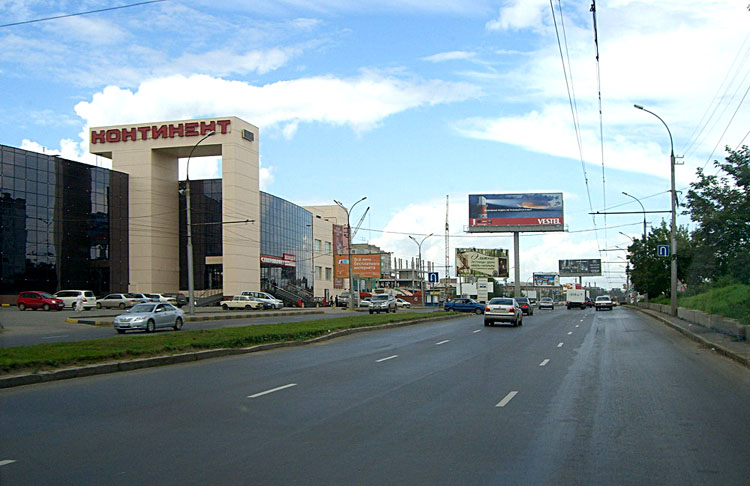

В 1980 году началось строительство магистрали. Первым был завершён участок между улицами Писарева и Богдана Хмельницкого. Затем началась работа над участком между Военной и Большевистской улицами.
В 1998 году введена в эксплуатацию часть магистрали от улицы Гоголя до улицы Писарева, а также выезд на улицу Крылова.
В 2004 году началась постройка дорожного участка между улицами Крылова и Военной.
В октябре 2007 года состоялось торжественное открытие Ипподромской магистрали.
В апреле 2015 года Каменскую и Ипподромскую магистрали, представляющие собой единую транспортную артерию, объединили общим названием — Ипподромская улица.

## Транспорт
Наземный общественный транспорт представлен автобусами, троллейбусами и маршрутными такси. В непосредственной близости от улицы находится остановка пригородных поездов «Плехановская» (~ 45 м), расположенная на маршруте восточного направления (Новосибирск-Главный — Болотная). Ближайшая станция метрополитена — Маршала Покрышкина (~ 279 м).
Улица является скоростной магистралью непрерывного движения. Разрешенная скорость движения — до 80 км/ч, пересечения с другими улицами на разных уровнях (кроме пересечений с Военной улицей и улицей Кропоткина). Двигаясь со скоростью потока, ее можно преодолеть за 4-5 минут.

## Торговые и развлекательные центры
- ТРЦ «Аура»;
- ТРЦ «Континент»;

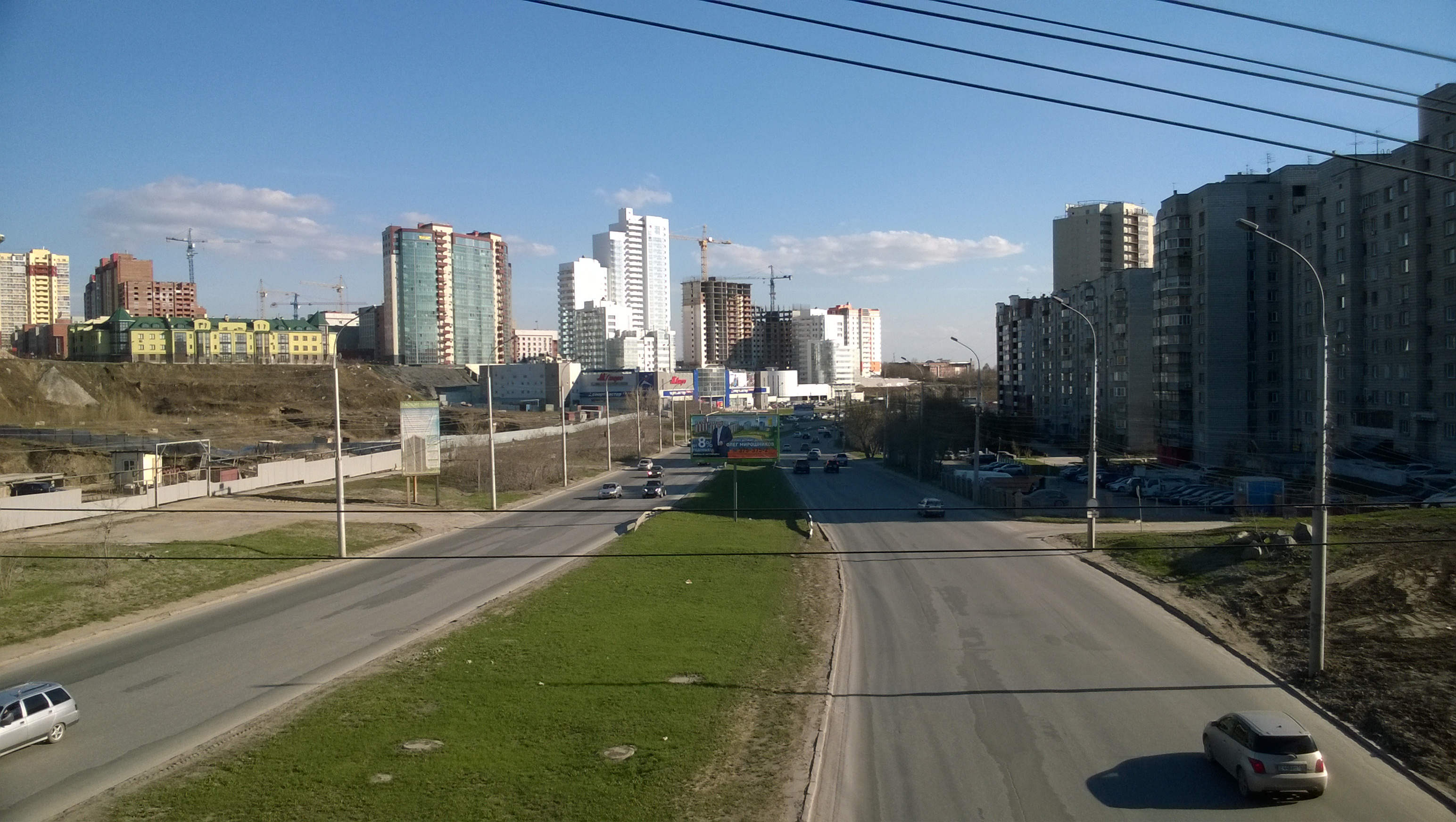

- ТЦ «Мегас» (Красный проспект, 2/1);
- ТЦ «Атриум» (Ипподромская, 46);
- ТЦ «Плехановский»;
- ТЦ «Спортмастер».

## Деловые центры
- «Ланта-Центр»;
- «На Кропоткина»;
- «Парус».

## Перспективы
В 2020 году началось строительство четвёртого моста через Обь, который начинается в створе улицы Ипподромской и соединится на левом берегу с улицей Станционной.

## Галерея

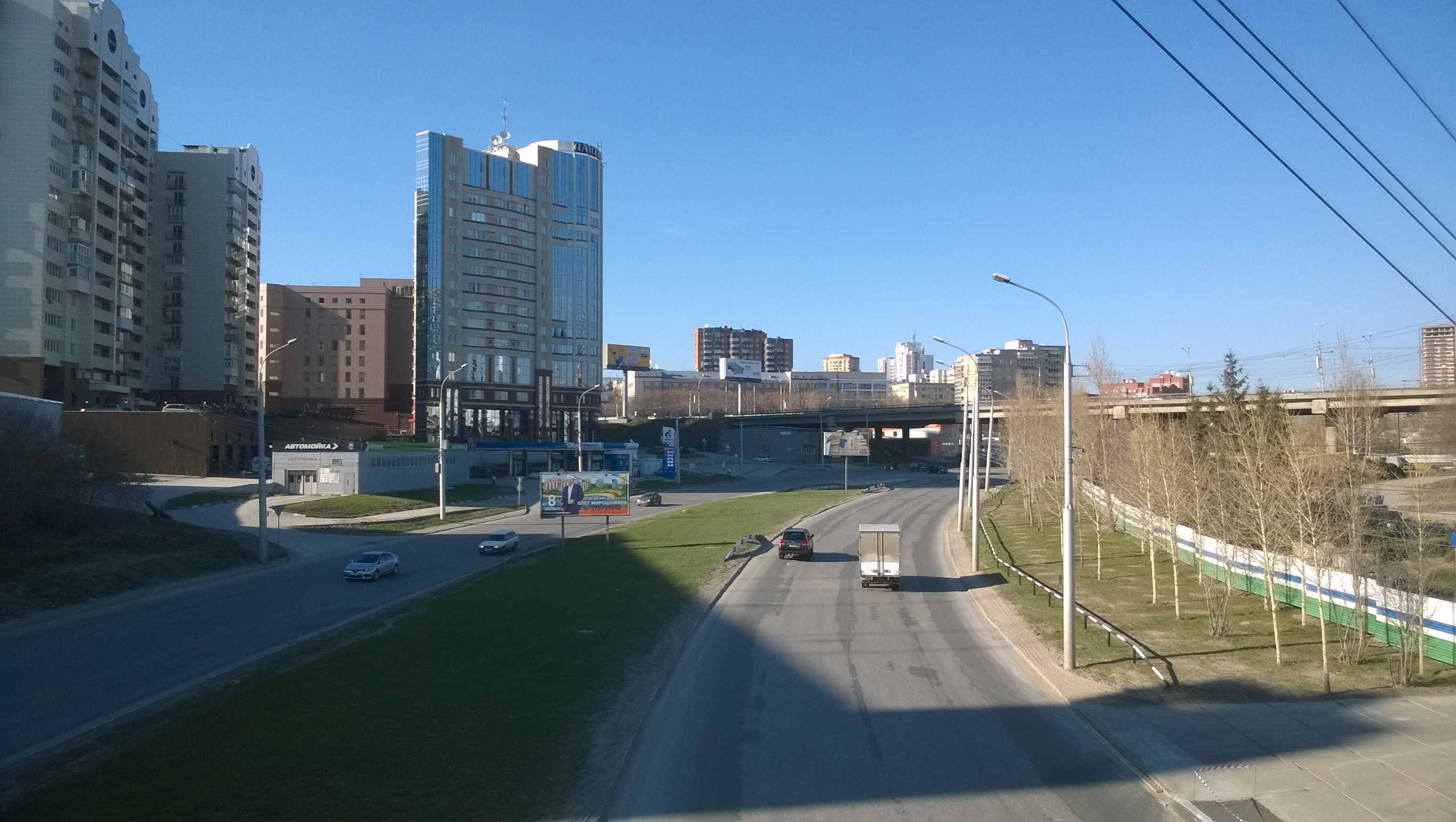
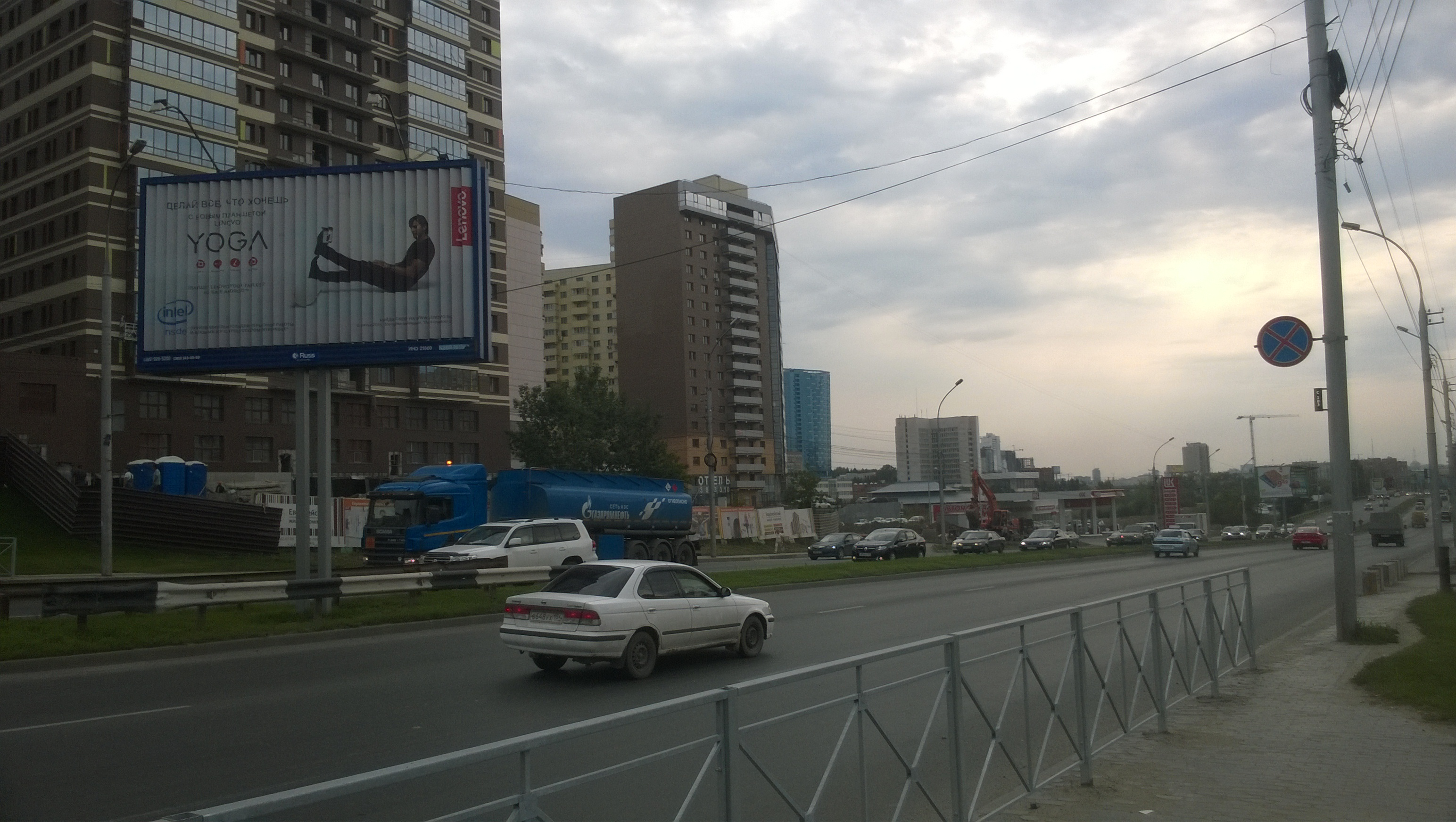
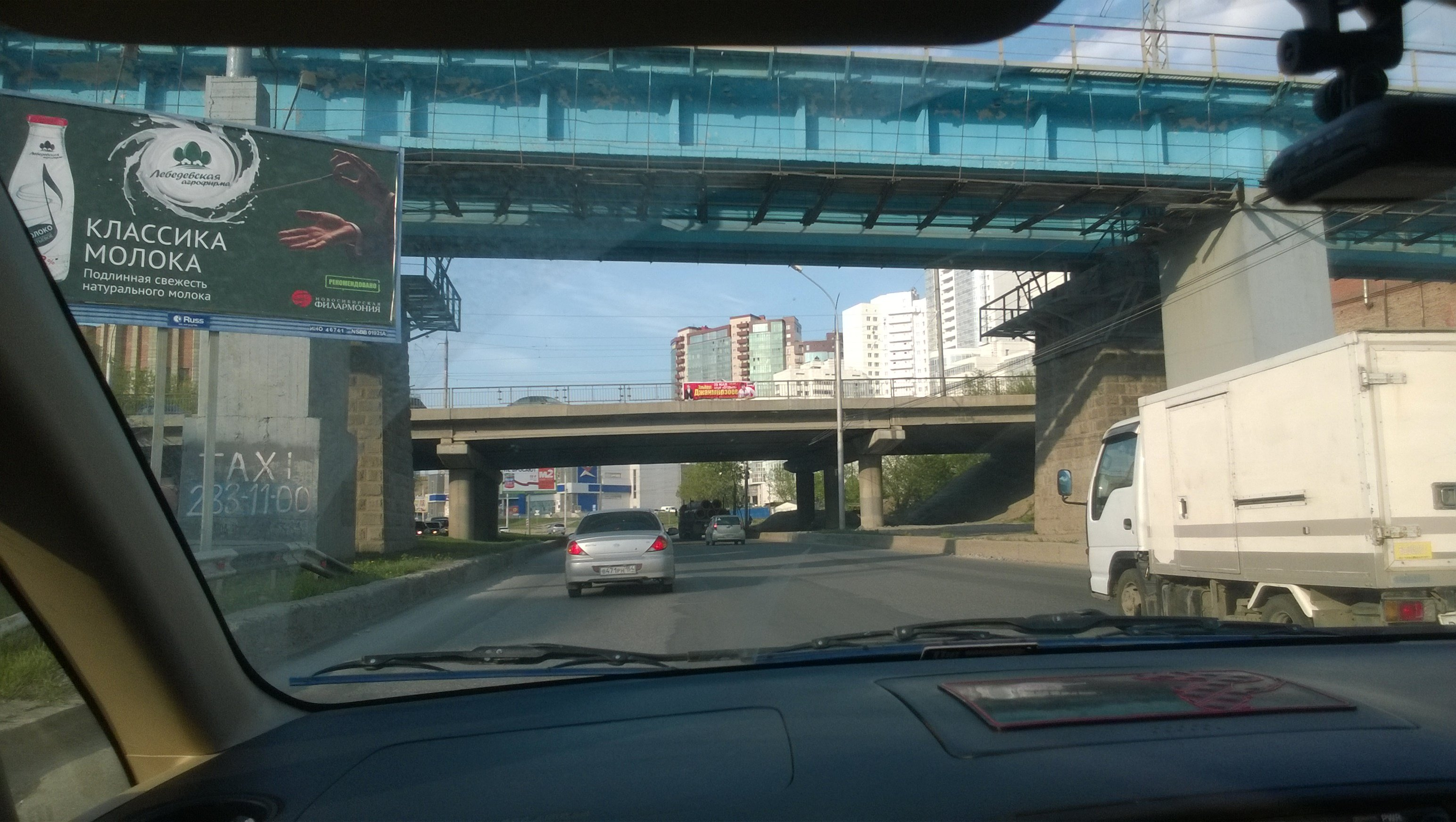
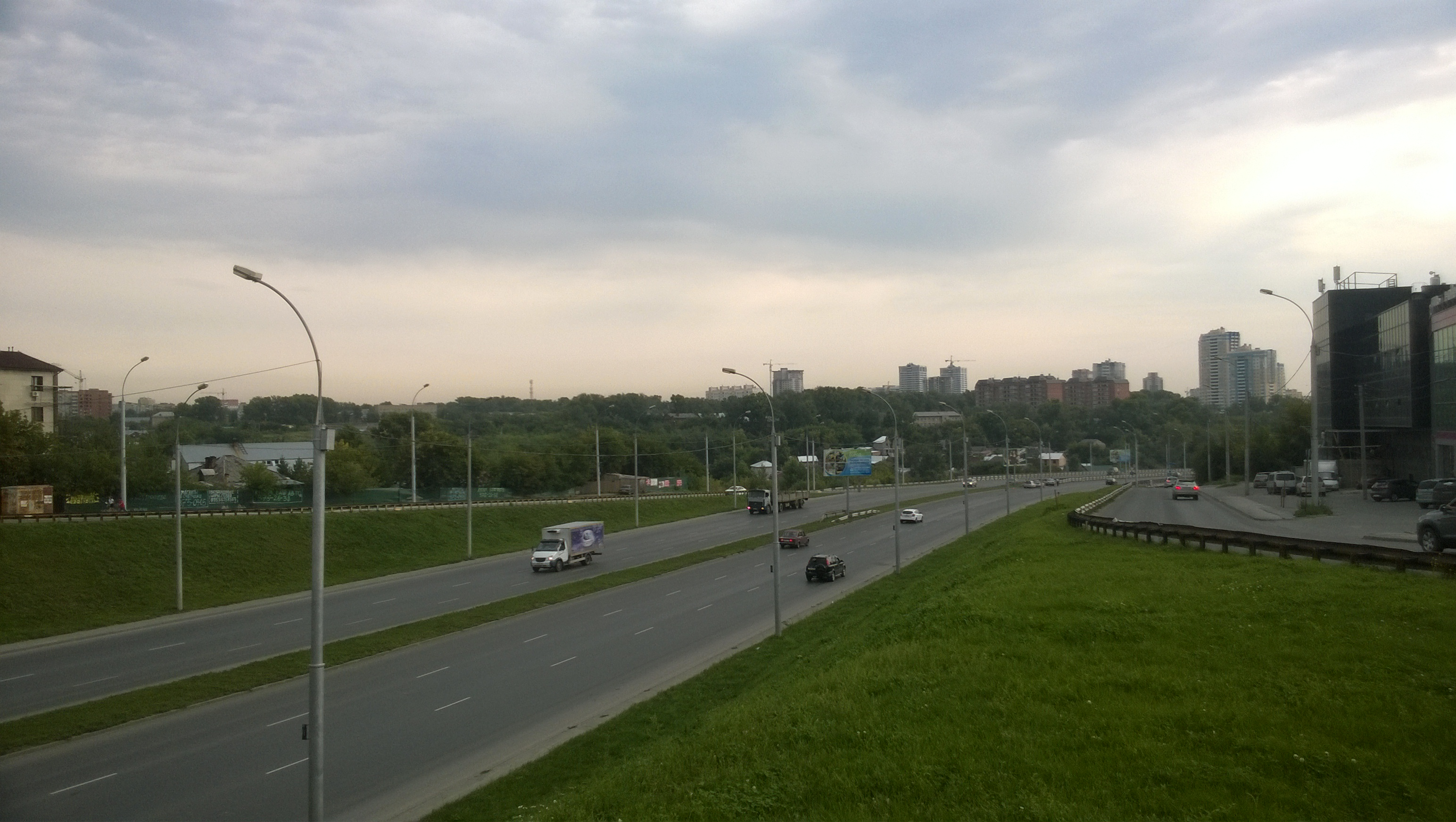
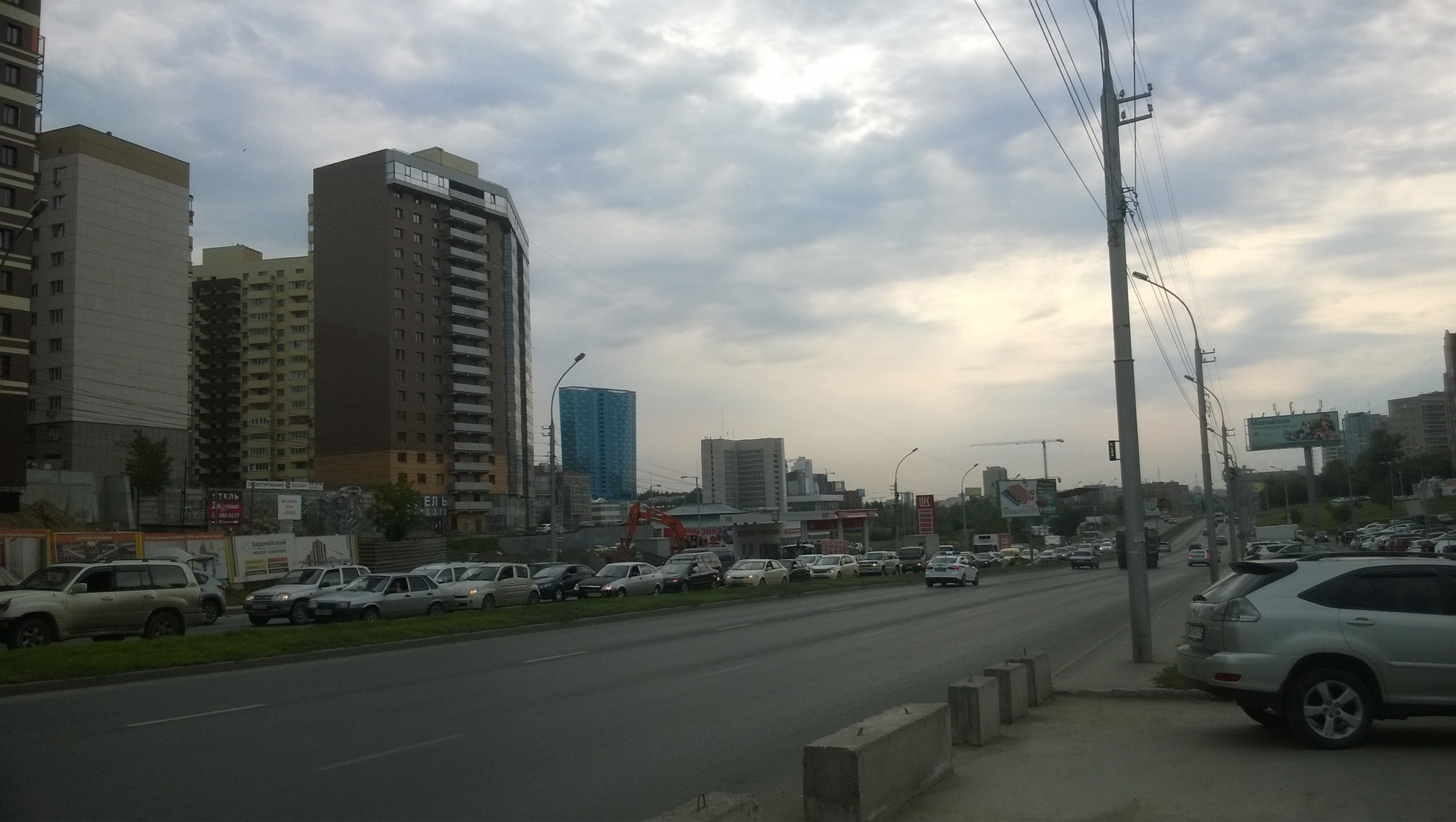